# Шуллер, Расмус
Расмус Шуллер (фин. Rasmus Schüller; 18 июня 1991, Эспоо, Финляндия) — финский футболист, полузащитник клуба «Юргорден» и сборной Финляндии.

## Клубная карьера
Свою футбольную карьеру начал в клубе «Касийси» из родного города Эспоо. Позже перешёл в клуб «ХууГии».
В декабре 2008 года перешёл в клуб «Хонка» из родного Эспоо. Свой первый гол в чемпионате Финляндии забил в матче против команды «КуПС».
В феврале 2012 года вместе с Демба Саважем перешёл в клуб ХИК.
В октябре 2015 года перешёл в клуб чемпионата Швеции «Хеккен».
В январе 2017 года был подписан новообразованным клубом MLS «Миннесота Юнайтед». 3 марта 2017 года в матче против «Портленд Тимберс», в первом официальном матче в истории «Миннесоты Юнайтед», вышел в стартовом составе.
9 августа 2017 года был отдан в аренду до конца года в ХИК.
22 июля 2018 года в матче «Миннесоты Юнайтед» против «Лос-Анджелеса» забил свой первый гол в MLS. По окончании сезона 2019 «Миннесота Юнайтед» не продлила контракт с Шуллером.
11 января 2020 года вернулся в ХИК, подписав двухлетний контракт.
13 декабря 2020 года перешёл в шведский «Юргорден», подписав трёхлетний контракт.

## Карьера в сборной
Выступал за молодёжную сборную Финляндии.
За взрослую сборную Финляндии выступает с 2013 года.

## Достижения
«ХИК»
- Чемпион Финляндии (5): 2012, 2013, 2014, 2017, 2020
- Обладатель Кубка Финляндии (3): 2014, 2017, 2020
- Обладатель Кубка финской лиги: 2015

«Хеккен»
- Обладатель Кубка Швеции: 2015/16